# Pedro Portela
Pour les articles homonymes, voir Portela.
Pedro André Caseiro Portela, né le 6 janvier 1990 à Leiria, est un handballeur portugais qui évolue au poste d'ailier droit.
International portugais depuis 2011, il a évolué pendant 13 saisons au Sporting Lisbonne avant de rejoindre le Tremblay-en-France Handball en 2018 puis le HBC Nantes en 2021. Deux ans plus tard, il retourne au Sporting Lisbonne.

## Palmarès

### En club
Compétitions internationales
- Vainqueur de la Coupe Challenge (C4) (2) : 2010, 2017

Compétitions nationales
- Vainqueur du Championnat du Portugal (2) : 2017, 2018
- Vainqueur de la Coupe du Portugal (3) : 2012, 2013, 2014
- Vainqueur de la Supercoupe du Portugal (1) : 2010
- Vainqueur du Coupe de la Ligue (2) : 2022
- Vainqueur du Trophée des champions (1) : 2022
- Finaliste de la Coupe de France (1) : 2022
- Deuxième du Championnat de France (1) : 2022

### En équipe nationale
- 9e place au Championnat du monde junior 2011
- 6e place au Championnat d'Europe 2020
- 10e place au Championnat du monde 2021
- 9e place aux Jeux olympiques de 2021
- participation au Championnat du monde 2023